# بيتي روزنبرغ
بيتي روزنبرغ (بالإنجليزية: Petey Rosenberg)‏ مواليد 07 أبريل 1918 في فيلادلفيا - الوفاة 29 يونيو 1997، كان لاعب كرة سلة أمريكي. بدأ مسيرته الاحترافية في سنة 1938. حمل الرقم 15. لعب مع غولدن ستايت ووريورز في الدوري الأمريكي لكرة السلة للمحترفين. بلغ طوله 5 قدم 10 بوصة (1.8 م). اعتزل اللعب في 1948.

## روابط خارجية
- بيتي روزنبرغ على موقع إن بي أي (الإنجليزية)
- بيتي روزنبرغ على موقع سبورتس رفرنس (الإنجليزية)
- بيتي روزنبرغ على موقع ريلجم (الإنجليزية)
- بيتي روزنبرغ على موقع بروبوليرز (الإنجليزية)